# Máté Imre (költő, 1934–2012)
Máté Imre (Maglóca, 1934. december 11. – Bágyogszovát, 2012. június 16.) magyar költő, író, újpogány vallási elöljáró, a Yotengrit – A Tengervégtelen Ős-szellem Egyház alapítója.

## Életpályája

### Tanulmányai
Csornán érettségizett 1953-ban. Egyetemi tanulmányait Budapesten kezdte magyar nyelv és irodalom, történelem, finnugor nyelvészet és néprajz szakokon az ELTE-n. Emigrációját követően Göttingenben és Münchenben néprajzzal, illetve germanisztikával egészítette ki tanulmányait. Nyelv- és irodalomtudományból magiszteri fokozatot szerzett.

### Irodalmi pályafutása
Költőként, íróként, irodalom- és műkritikusként, valamint publicistaként tevékenykedett. Magyar és német nyelven egyaránt publikált verseket, elbeszéléseket és kritikákat; főként a líra és a szatíra műfajában alkotott.
Első verseit 17 évesen írta. Ugyanebben az időszakban készült el első tudományos munkája a rábaközi nyelvjárásról, amelyért a Magyar Tudományos Akadémia (MTA) elismerésében részesítette. 1955–1956-ban már különböző lapok közölték írásait. Az 1956-os forradalom leverését követően művei Magyarországon egészen a rendszerváltásig tiltólistán szerepeltek.
1957-től tagja volt a Nemzetközi PEN Clubnak, valamint a Magyar Írószövetségnek, a Magyar Újságírók Országos Szövetségének és a Szabad Német Alkotók Szövetségének (Freier Deutscher Autorenverband – FDA); utóbbiban vezetőségi tagként a külkapcsolatok referenseként is működött.

### Szerepe az 1956-os forradalomban és emigrációja
Az ELTE-n a reformokat követelő egyetemi ifjúság egyik vezető alakja volt. Tagja volt a „Kolhoz” néven ismert csoportnak, és főszerkesztője a Tiszta Szívvel című, még a forradalom előtt megjelent, változásokat sürgető folyóiratnak. Részt vett az 1956. október 6-i tüntetés szervezésében. Az MEFESZ október 21-én megalakult ELTE-i szervezetének főtitkára lett (Gömöri György és Wald Pál mellett a vezetőség tagjaként).
A forradalom kitörésének első óráitól kezdve fegyveres harcokban vett részt, a Nemzetőrség kötelékében egy fegyveres csapatot irányított. 1956. november 6-án Győrbe ment Darázs Mária festőművésszel, akivel később családot alapított; öt gyermekük született. Szigethy Attila mellett szerepet vállalt a Dunántúli Nemzeti Tanácsban. 1956. november 12-én emigrálni kényszerült. Rövid ausztriai tartózkodás után Németországban, Münchenben telepedett le. Itt folytatta és fejezte be korábban megszakított egyetemi tanulmányait.
Mivel akadémiai állásra kevés esélye volt, az iparban helyezkedett el. Villanyszerelői, majd felvonószerelői képesítést szerzett, később saját vállalkozást indított.

### Tevékenysége az emigrációban
Vállalkozása jövedelméből ösztöndíjakat biztosított magyar egyetemistáknak, valamint támogatta írókat és könyveik kiadását. E célból alapította az ETANA Könyvkiadót is, amelynek kiadványai – saját műveihez hasonlóan – Magyarországon tiltottak voltak.
Tizenhárom évig volt a Németországi Magyar Vállalkozók Egyesületének (MIKE) vezetőségi tagja, majd elnöke. Létrehozta a „Jó szomszédság klubját” a Kárpát-medence népei közötti kapcsolatok erősítésére. A Szabad Európa Rádió külső munkatársa volt, ahol főleg gazdasági témájú tanulmányokkal foglalkozott, de kulturális és szatirikus műsorokat is készített.

### Hazatérése és későbbi évei
A rendszerváltásig nem látogathatott Magyarországra. Ezt követően hazatért, és részt vett a „Magyarország 2000 Tanácskozás” munkájában, valamint visszatért az irodalmi életbe.

### Vallási tevékenysége
Máté Imre volt a Yotengrit – A Tengervégtelen Ős-szellem Egyház megalapítója és haláláig annak vezetője. Az egyház tanításait, melyek a rábaközi tudók (sámánok) szellemi hagyatékára épülnek, többek között a Yotengrit című könyvsorozatában fejtette ki.

## Főbb művei
- Fehér förgeteg. Máté Imre költeményei; Druck. Logos, München, 1966
- Karneolszemű macska fuvoláján (versek); München, 1982
- Csonton kutya. Így írtok künn. Irodalmi paródiák; Galerie Parabel, München, 1984
- Licht und Tau (Fény és Harmat) (versek német nyelven); 1992
- Der Marder kehrt zurück (A nyest visszatér); 2002
- Vállunkon vízözönnel. Válogatott költemények, 1955–2002; Pro Pannonia, Pécs, 2003 (Pannónia könyvek)
- Yotengrit 1. kötet; München, 2004
- Yotengrit 2. kötet; München, 2005
- Yotengrit 3. kötet; München, 2006
- Yotengrit (német nyelven); 2006
- Szarvasének; Püski, Budapest, 2009
- Yotengrit. A rábaközi tudók (sámánok) szellemi hagyatéka 1-2.; (szerk. Máté Gabriella, Máté Judit), Yotengrit Alapítvány–Püski, Budapest, 2016 (posztumusz)

## Díjai, elismerései
- A Magyar Tudományos Akadémia elismerése (a rábaközi nyelvjárásról írt tudományos munkájáért)
- A Magyar Köztársasági Érdemrend tisztikeresztje (2005)[2]
- Szabadság Hőse Emlékérem (2006)
- Győr-Moson-Sopron Megyéért Emlékérem (1956-os) (2006)

Magyarországon irodalmi díjat nem kapott.